# Tegsbron
Tegsbron är en balkbro och invigdes 8 oktober 1949 som Umeås andra bro över älven och därmed blev den första bron, numera kallad Gamla bron, gång- och cykelbana. 
Tegsbron tog E4 och E12 över Ume älv i centrala Umeå fram till 2012 då Östra länken invigdes förbi staden. I oktober 2013 infördes genomfartsförbud för tung trafik genom Umeå centrum på väg 503 – som alltså passerar Tegsbron – mellan Söderslättsrondellen till och Ersbodarondellen, vilket enligt tidiga mätningar (2013) minskade den tunga trafiken med närmare 20 procent, och därmed också utsläppen av främst partiklar och kvävedioxider.

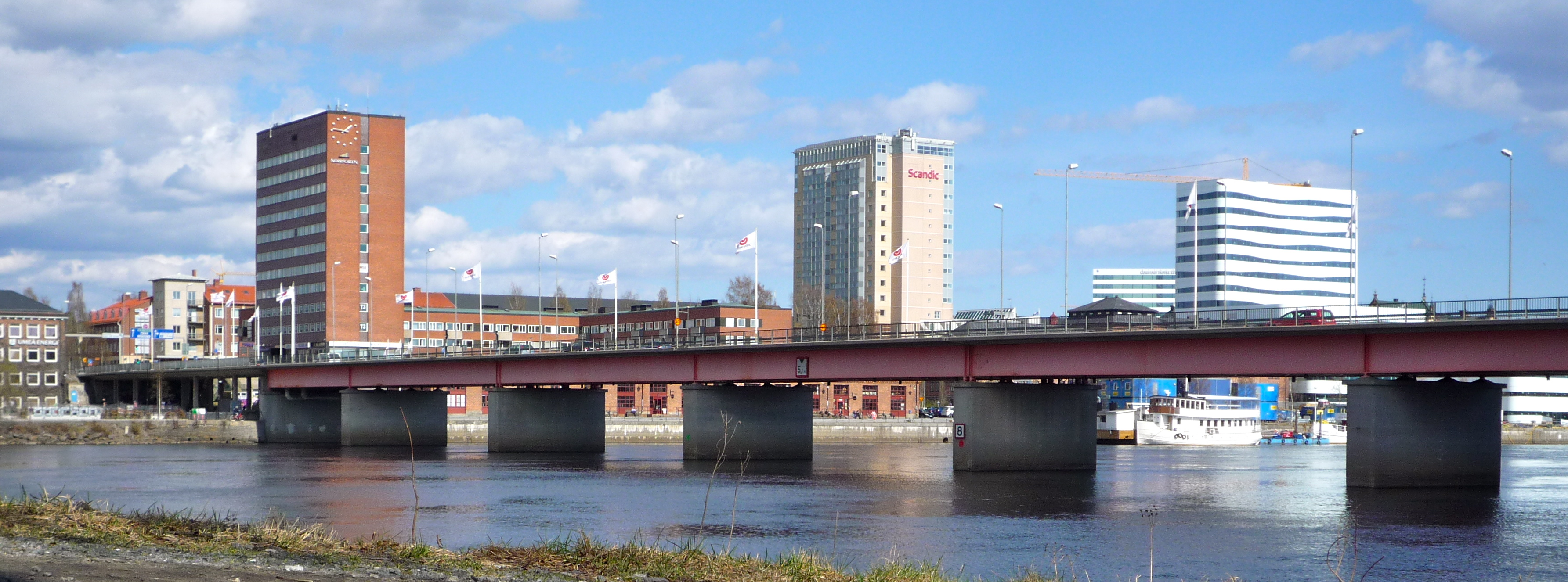
Tegsbron från sydväst.

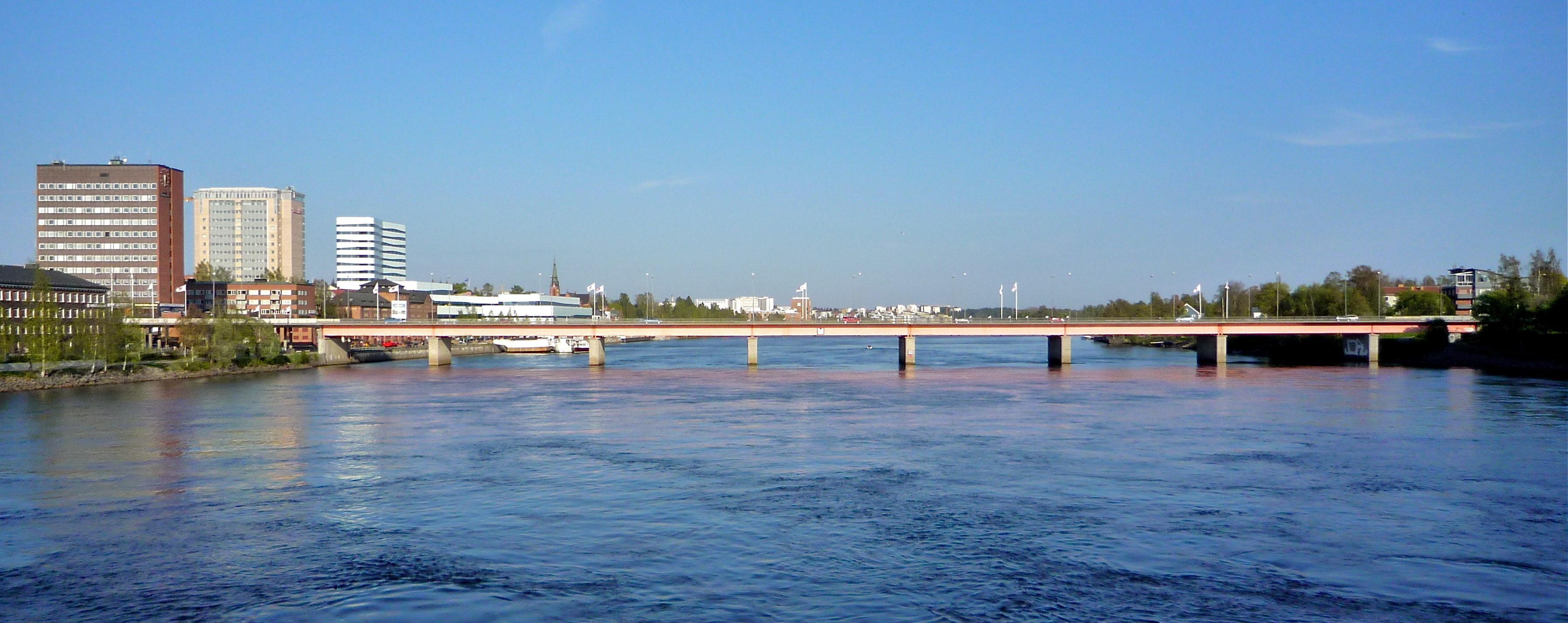
Tegsbron från Gamla bron.